# Eimey Gómez
Eimey Gómez Chivás (26 marzo 1974) è una schermitrice cubana.

## Palmarès
In carriera ha conseguito i seguenti risultati:
- Giochi Panamericani:

Winnipeg 1999: oro nella spada a squadre.
Santo Domingo 2003: oro nella spada individuale ed a squadre.
Rio de Janeiro 2007: bronzo nel fioretto a squadre.